# 970
970 (CMLXX) var ett normalår som började en lördag i den julianska kalendern.

## Händelser

### Okänt datum
- Erik Segersäll blir svensk kung tillsammans med sin bror Olof.
- Harald Gråfäll dör och efterträds som kung av Norge av den danske kungen Harald Blåtand. Norge har stått under danskt inflytande sedan slaget vid Fitjar 961 och Harald utser Håkon Sigurdsson till ladejarl att styra över Norge i hans ställe.
- Den blivande franske kungen Hugo Capet gifter sig med Adelheid av Akvitanien.

## Födda
- Leif Eriksson, norsk viking, upptäckare av Vinland (född omkring detta år)
- Sven Håkonsson, jarl över Norge 1000–1015 under den danske kungen Sven Tveskägg
- Sitt al-Mulk, egyptisk prinsessa och regent.

## Avlidna
- Harald Gråfäll, kung av Norge sedan 961